# A Quiet Street
A Quiet Street er en amerikansk stumfilm fra 1922 instrueret af Robert F. McGowan og Tom McNamara.

## Medvirkende
- Jackie Condon som Jackie
- Mickey Daniels som Mickey
- Jack Davis som Jack
- Ernie Morrison som Booker T.